# Pistrjalovo
Pistrjalovo (ukrajinsky Пістрялово, maďarsky Pisztraháza)  je obec v mukačevské městské komunitě, v mukačevském okrese Zakarpatské oblasti Ukrajiny. V roce 2025 zde žilo 773 obyvatel.

## Historie
První písemná zmínka o obci pochází z roku 1428 s tím, že sídlo bylo uvedeno pod názvem Pisztrángfalva. Do  Trianonské smlouvy patřila obec k Uherskému království, poté  k Československu. V roce 1930 měla obec 782 obyvatel, z toho: 757 Rusínů, 21 Židů, 3 Maďaři a jeden cizinec. V obci byla rusínská škola (4 třídy). Řeckokatolická obec o 756 lidech měla zděný kostel Přímluvy Panny Marie, vysvěcený v roce 1842.
Od roku 1945 patříla obec k Ukrajinské sovětské socialistické republice, která byla součástí SSSR, a nakonec od roku 1991 patří samostatné Ukrajině.
V 80. letech 20. století začala v rámci strategické obrany SSSR výstavba radarové stanice varující před útoky raket typu Daryal, která začala fungovat v 90. letech a po osamostatnění Ukrajiny fungovala i nadále za komerční úhradu od Ruska. Kvůli rostoucí nedůvěře a protestům veřejnosti ale radar přestal fungovat a v roce 2003 byl zničen (viz objekt na obrázku v informačním boxu). 